# 成光然
成光然，越南共和國外交官，曾任越南共和國駐香港代總領事。
1963年，任外交部經濟、財政及社會事務室副主任。
1965年，成光然出任越南共和國駐香港代總領事。
1975年越南共和國政權滅亡，成光然和家人乘坐長春號船逃離越南，並於5月4日抵達香港。